# Helmut Kraus (Meteorologe)
Helmut Kraus (* 21. April 1930; † 30. Mai 2019) war ein deutscher Meteorologe.
Er forschte in verschiedenen Teilgebieten der Meteorologie, darunter der Alpinen Meteorologie (1963: wissenschaftliche Expedition ins Gebiet des Mount Everest), der tropischen Meteorologie (1972–1974: Mitarbeit beim GARP Atlantic Tropical Experiment), der Mesometeorologie (unter anderem experimentelle Untersuchungen der Seewindzirkulation in Südaustralien) und der synoptischen Meteorologie (Fronten).
Er war von 1974 bis 1978 ordentlicher Professor an der Universität Göttingen und von 1978 bis 1995 Direktor des damaligen Meteorologischen Instituts der Universität Bonn MIUB (Nachfolger von Hermann Flohn).
1991 erhielt er den Max-Planck-Forschungspreis.
1995 wurde er emeritiert; zu seinem Nachfolger wurde Clemens Simmer berufen.
In der Folgezeit veröffentlichte er die Skripte seiner erfolgreichsten Vorlesungen als Lehrbücher, das Buch Risiko Wetter zusammen mit seinem bei Munich Re tätigen ehemaligen Absolventen Ulrich Ebel.

## Schriften (Auswahl)
- Helmut Kraus (2000): Die Atmosphäre der Erde 3. Aufl. 2004, Springer Berlin Heidelberg, 427 S., DOI (E-Book): 10.1007/3-540-35017-9.
- Helmut Kraus, Ulrich Ebel (2003): Risiko Wetter. Die Entstehung von Stürmen und anderen atmosphärischen Gefahren. Springer-Verlag, 253 S., DOI (E-Book): 10.1007/978-3-642-55547-3.
- Helmut Kraus (2008): Grundlagen der Grenzschicht-Meteorologie. Einführung in die Physik der Atmosphärischen Grenzschicht und in die Mikrometeorologie. Springer-Verlag Berlin Heidelberg, 211 S., DOI (E-Book): 10.1007/978-3-540-75981-2.